# Bruno Maïorana
Bruno Maïorana est un dessinateur de bande dessinée et illustrateur français, né le 23 décembre 1966 à Angoulême (Charente).

## Biographie
Bruno Maïorana est né le 23 décembre 1966 à Angoulême. Après des études secondaires, il intègre les Beaux-Arts d'Angoulême, puis entre dans la section bande dessinée où il rencontre Alain Ayroles qui lui confie le dessin de la série Garulfo publiée aux éditions Delcourt de  1995 à 2002. En 2014, les ventes cumulées des albums représentent 300 000 exemplaires. À partir de 2009, avec le même scénariste, il dessine la série D, chez le même éditeur.
Après avoir témoigné de ses inquiétudes sur l'avenir du métier, il annonce en 2014 sur sa page Facebook l’arrêt de sa production en bande dessinée, pour des raisons financières, matérielles, philosophiques et personnelles, Maïorana se consacre à l’illustration, sous toutes ses formes, préférant le travail classique, en noir et blanc, à la plume, son outil de prédilection.

## Œuvres

### Bande dessinée
Garulfo (série terminée)

- 1 De mares en châteaux, Guy Delcourt Productions, Paris, 1995
Scénario : Alain Ayroles - Dessin : Bruno Maïorana - Couleurs : Thierry Leprévost -  (ISBN 2-84055-045-8)

- 2 De mal en pis, Guy Delcourt Productions, Paris, 1996
Scénario : Alain Ayroles - Dessin : Bruno Maïorana - Couleurs : Thierry Leprévost -  (ISBN 2-84055-087-3)

- 3 Le Prince aux deux visages, Guy Delcourt Productions, Paris, 1997
Scénario : Alain Ayroles - Dessin : Bruno Maïorana - Couleurs : Thierry Leprévost -  (ISBN 2-84055-139-X et 2-84789-512-4)

- 4 L'Ogre aux yeux de cristal, Guy Delcourt Productions, Paris, 1998
Scénario : Alain Ayroles - Dessin : Bruno Maïorana - Couleurs : Thierry Leprévost -  (ISBN 978-2-84055-237-6)

- 5 Preux et prouesses, Guy Delcourt Productions, Paris, 2000
Scénario : Alain Ayroles - Dessin : Bruno Maïorana - Couleurs : Thierry Leprévost -  (ISBN 2-84055-334-1)

- 6 La Belle et les Bêtes, Guy Delcourt Productions, Paris, 2002
Scénario : Alain Ayroles - Dessin : Bruno Maïorana - Couleurs : Thierry Leprévost -  (ISBN 978-2-84055-579-7)

D (série terminée)
D est une série fantastique, se déroulant à l'époque victorienne, où il est question de vampires. Le premier tome a pour titre Lord Faureston. Cette histoire devrait se dérouler sur trois tomes, quatre au maximum. On retrouve le trio d'auteurs de Garulfo, qui cherchent à renouer avec l'esprit du roman originel de Bram Stoker. 
- 1 Lord Faureston, Guy Delcourt Productions, Paris, 2009
Scénario : Alain Ayroles - Dessin : Bruno Maïorana - Couleurs : Thierry Leprévost -  (ISBN 978-2-7560-0412-9)

- 2 Lady d'Angerès, Guy Delcourt Productions, Paris, 2011
Scénario : Alain Ayroles - Dessin : Bruno Maïorana - Couleurs : Thierry Leprévost -  (ISBN 978-2-7560-1960-4)

- 3 Monsieur Caulard, Guy Delcourt Productions, Paris, 2014
Scénario : Alain Ayroles - Dessin : Bruno Maïorana - Couleurs : Thierry Leprévost -  (ISBN 978-2-7560-1960-4)

- Carnet d'auteur, Snorgleux Éditions, 2013  (ISBN 9782360140428)

### Illustration
- Drawing, Éditions Black And White, 2019  (ISBN 979-10-94988-45-9)